# Česká moderna
Česká moderna je označení pro generaci básníků, literárních kritiků a politických novinářů v české literatuře v 90. letech 19. a na počátku 20. století, spjatou s manifestem České moderny. Vznikla v roce 1895 jako výsledek kritických bojů mladých autorů s konzervativní kritikou kolem revue Osvěta a některými představiteli starší literatury v čele s Jaroslavem Vrchlickým a Vítězslavem Hálkem. Stavěla se proti církvi a mladočeské straně.
V díle generace České moderny se objevují moderní literární směry jako symbolismus, dekadence a impresionismus, reagující na rozsáhlé společenské změny, dynamický rozvoj vědy a techniky v druhé polovině 19. století a s nimi spojené hromadné pocity promarněných nadějí a nejistoty z nového způsobu života (později souhrnně nazývané termínem „fin de siècle“ – konec století). Východisko z této krize měla představovat silná osobnost, inspirovaná filosofií Arthura Schopenhauera a Friedricha Nietzscheho.
Zásadní proměnou oproti předchozímu období prošla poetika literárního díla. Autoři byli ovlivněni nonkonformní tvorbou francouzských prokletých básníků. Objektivitu realismu postupně nahrazuje subjektivita, racionální složka je potlačována emocemi, průměrné (typizované) hrdiny střídají psychicky labilní až nemocné individuality. Typické je využívání mnohoznačných, často překvapivých metafor a symbolů. Centrem dění je lidská duše, pomocí níž je nahlíženo na svět.
V prvním desetiletí 20. století na Českou modernu volně navázali tzv. anarchističtí buřiči a později i předválečná moderna.

## Vznik a vývoj
Značně nesourodá generace mladých básníků a kritiků vstoupila na českou literární scénu na přelomu 80. a 90. let, tedy v době kulturního vlivu umělecky protichůdných lumírovců a nastupujícího kritického realismu v próze. Jako první na sebe upozornil Josef Svatopluk Machar. Ten oprostil svou poezii od poetismů ve prospěch hovorovosti, jamb nahradil trochejem a po vzoru Sládka s Nerudou kladl důraz na význam slova. V tomto duchu debutoval sbírkou Confiteor (1887).  
Problematikou moderního umění se poprvé teoreticky zabýval František Xaver Šalda ve své stati Syntetism v novém umění (Literární listy, 1892), v níž se snaží vyjádřit výhody plynoucí z propojování analyticko-sociálního (naturalistického) přístupu k tvorbě s nábožensky metafyzickým (symbolistickým).
Situace mezi lumírovci a mladší generací se vyostřila v roce 1894, kdy se na obranu Hálkova díla proti kritickému hodnocení ze strany Machara postavil Jaroslav Vrchlický a sympatizanty nových uměleckých tendencí pejorativně označil za „modernisty“. Tak došlo k rychlejšímu vzájemnému sblížení mladých autorů a ustavení České moderny. Pro vnitřní napětí však místo připravovaného almanachu otiskla pouze svůj manifest.  
Manifest České moderny byl vydán v říjnu roku 1895 v časopise Rozhledy. Jeho znění sestavil Josef Svatopluk Machar, v některých bodech byl poté doplněn Františkem Xaverem Šaldou. Kromě estetických cílů (jako např. individualistický přístup, nepoplatnost módním trendům v literatuře) byl požadován zcela nový typ literární kritiky. Kritici měli být postaveni na úroveň samotných autorů. Zároveň byla ostře odsouzena politika mladočeské strany.
Signatáři manifestu byli představitelé Rozhledů: J. Pelcl, F. Soukup a J. Třebický, kritici: F. X. Šalda a F. V. Krejčí, realismu blízcí žurnalisté: V. Choc a K. Koerner, ze spisovatelů: J. S. Machar, O. Březina, A. Sova, V. Mrštík a J. K. Šlejhar.
Manifest vyvolal mezi mladou generací převážně pozitivní ohlas. Proti se postavil časopis Katolické moderny Nový život, Arnošt Procházka v Moderní revue a konzervativní orgány včetně mladočechů. Následně se však vystupňovaly rozpory mezi jednotlivými představiteli a Česká moderna se záhy rozpadla.

## Charakteristické znaky
V této době se postupně zkracovala vzdálenost mezi kulturním centrem a periferiemi. Jednotlivé literatury se začaly vzájemně více ovlivňovat; autoři navazovali styky se svými zahraničními kolegy. Dynamický vývoj nových stylů v Evropě se snažila zachytit sílící překladatelská činnost.
Skupina vzhledem ke své různorodosti neměla jednotný umělecký program. Naproti tomu prosazovala právo na osobité pojetí tvorby a individualismus (nezávislost na společenských normách). Jednotícím prvkem byl rovněž politický nonkonformismus.
Ve čtenáři hledali autoři spřízněnou duši – snažili se oslovit jeho obrazotvornost a roznítit touhu po rozšiřování obzorů. Próza byla značně lyrizovaná, typická byla minimální dějovost. Poezie se stala volnější, přístupná experimentům.
Představitelé České moderny kromě toho upozorňovali na nepřekonatelnou propast mezi modernou a starší generací. Kritizovali nacionalismus (a naopak propagovali dorozumění s německou menšinou). Žádali všeobecné hlasovací právo (v roce 1894 proběhl tzv. proces s Omladinou), podporovali dělnické hnutí a ženskou emancipaci. Snažili se navázat na dílo Karla Havlíčka Borovského a Jana Nerudy.

## Představitelé
- Josef Svatopluk Machar
- Antonín Sova
- Otokar Březina
- Vilém Mrštík
- Josef Karel Šlejhar
- František Václav Krejčí
- František Xaver Šalda
- Josef Bohuslav Foerster
- Vítězslav Novák
- Otakar Ostrčil
- Karel Hlaváček